# Ruth Pershing Uhler
Ruth Pershing Uhler (1895-1967) foi uma pintora, professora e curadora americana. Ela foi a primeira curadora de educação no Museu de Belas Artes de Houston de 1941 a 1967. Uma das suas pinturas, Earth Rhythms, encontra-se no Museu de Arte de Dallas.